# Разграбление Рима (1527)
Разграбление Рима 6 мая 1527 года (итал. Sacco di Roma) — ключевой эпизод войны Коньякской лиги, в ходе которого вышедшие из-под контроля войска императора Карла V взяли «вечный город» и разграбили его, а римский папа Климент VII оказался осаждён в Замке Святого Ангела.
Папа Климент VII из флорентийского рода Медичи видел своей задачей ослабление экономического и политического влияния Габсбургов на Святой Престол. С этой целью он создал Коньякскую лигу, в которую помимо Франции вошли итальянские государства — родная для понтифика Флоренция, Венеция и Милан. Одним из плодов этого альянса стал брак племянницы Климента, Екатерины Медичи, с сыном короля Франции Генрихом.
В апреле 1527 года, когда во Флоренции разгоралось народное восстание против Медичи, по Апеннинам бродило до 34 тысяч имперских наёмников — среди них были испанцы во главе с Шарлем де Бурбоном, немецкие ландскнехты во главе с Георгом фон Фрундсбергом, итальянские пехотинцы и отряды конницы под начальством Ферранте Гонзага и принца Оранского.
Императорская казна была пуста, и платить наёмникам было нечем. В поисках лёгкой добычи имперцы неожиданно выдвинулись из Ареццо в сторону папской столицы — Рима. Внимание папы было занято событиями во Флоренции, сам он вёл переговоры с вице-королём Неаполя Шарлем де Лануа и распустил лучшие войска, из-за чего защитой Рима были заняты около 5000 ополченцев во главе с кондотьером Ренцо да Чери и швейцарская гвардия.
Императорская армия (к которой примкнуло немало разбойников со всей Италии) 6 мая приступила к осаде Рима. Сложилась немыслимая доселе ситуация, когда христианское войско осадило город «наместника Христа на Земле». Среди осаждавших Рим встречались лютеране, однако сам Лютер не одобрял это предприятие. Не был доволен (по крайней мере, внешне) этими событиями и император, хотя унижение папы, безусловно, усиливало его позиции в Европе. Но основной контингент осаждавших составляли немецкие наёмники, для которых Рим был символом отступничества от христианских ценностей, погрязшим в грехах.
Во время обстрела городских стен погиб бывший коннетабль Франции Шарль де Бурбон, которому оторвало голову пушечное ядро, и в стане осаждавших воцарилась полная анархия. Как гласит легенда, роковой выстрел был сделан золотых дел мастером Бенвенуто Челлини. Имперцы ворвались в город и подвергли его такому разорению, какого он не видел со времён варварских нашествий.
Швейцарская гвардия была перебита на ступенях собора св. Петра (из 189 гвардейцев уцелело всего 42). Это событие овеяно легендами в истории Ватикана — до сих пор гвардейцы принимают присягу в роковой день 6 мая. Сам папа оказался заперт в замке Святого Ангела, куда он бежал из Ватиканского дворца, воспользовавшись укрепленным переходом (пассетто).
После казни защитников города началось повальное разграбление дворцов вельмож и кардиналов, известных своей близостью к понтифику. Проимперски настроенным римлянам пришлось откупаться от оккупантов золотом. Даже злейший враг папы, кардинал Колонна, оказался бессилен остановить происходящее.
В начале июня к городу были стянуты силы, сохранившие верность папе. 6 июня Климент VII был выпущен из замка Святого Ангела, заплатив фантастический по тем временам выкуп в 400 тысяч дукатов. Кроме того, святейший престол отказывался от своих прав на Парму, Пьяченцу, Чивитавеккью и Модену.
Разграбление Рима стало переломным моментом в истории папства. За время заточения понтифика венецианцы заняли папские города Равенну и Червию. Потребовалось несколько десятилетий на восстановление утраченных позиций в Италии, однако в Европе политический престиж Ватикана был подорван навсегда.
Через несколько лет от Рима отпала англиканская церковь, за которой последовало создание национальных церквей на севере Европы. Разорённый город обезлюдел, от папского двора начался отток художников, ещё недавно составлявших его гордость. Над эпохой Возрождения в Риме опустился занавес. Потрясения 1527 года стали причиной всеобщего уныния и духовного кризиса, породившего в итальянском искусстве новое художественное течение — маньеризм.

## В культуре
- Подвигу швейцарской гвардии в 1527 году посвящена песня «The Last Stand» из одноимённого альбома группы «Sabaton».
- Кавер группы Radio Tapok на вышеуказанную песню.
- В своей автобиографии «Жизнь Бенвенуто Челлини» (1558—1567) знаменитый итальянский художник и скульптор присваивает себе пушечный выстрел со стен Замка Святого Ангела, оторвавший голову Шарлю де Бурбону.
- Итальянский фильм «Разграбление Рима» (1920)
- Исторический роман финского писателя Мика Валтари «Микаэль Карваялка» (1948)
- Итальянский фильм «Разграбление Рима[итал.]» (1953)
- Художественный фильм «Золото» (1992) совместного производства России и Италии, режиссёры Фабио Бонци, Леонид Биц.